# 泰瑟爾沙丘國家公園

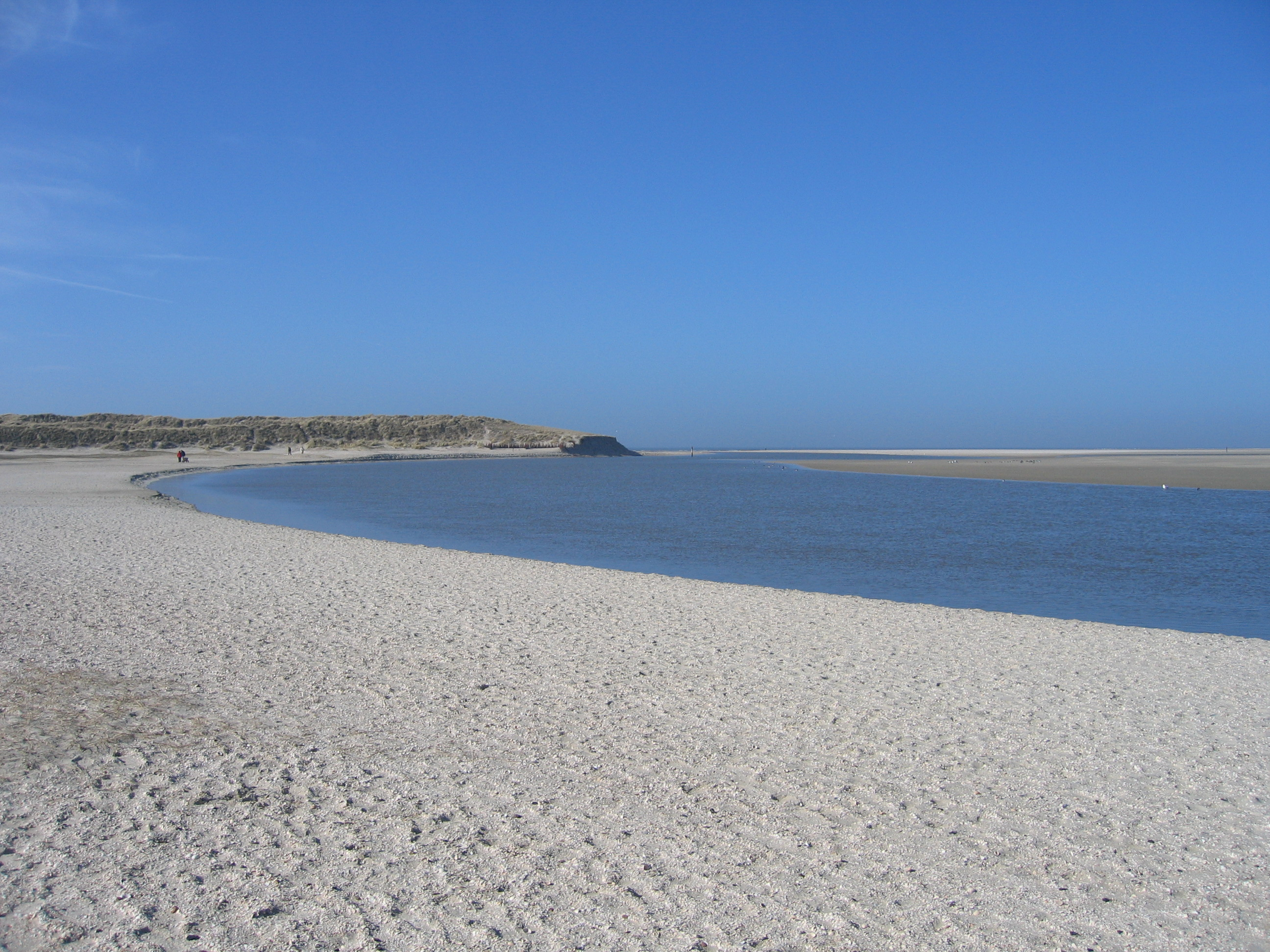

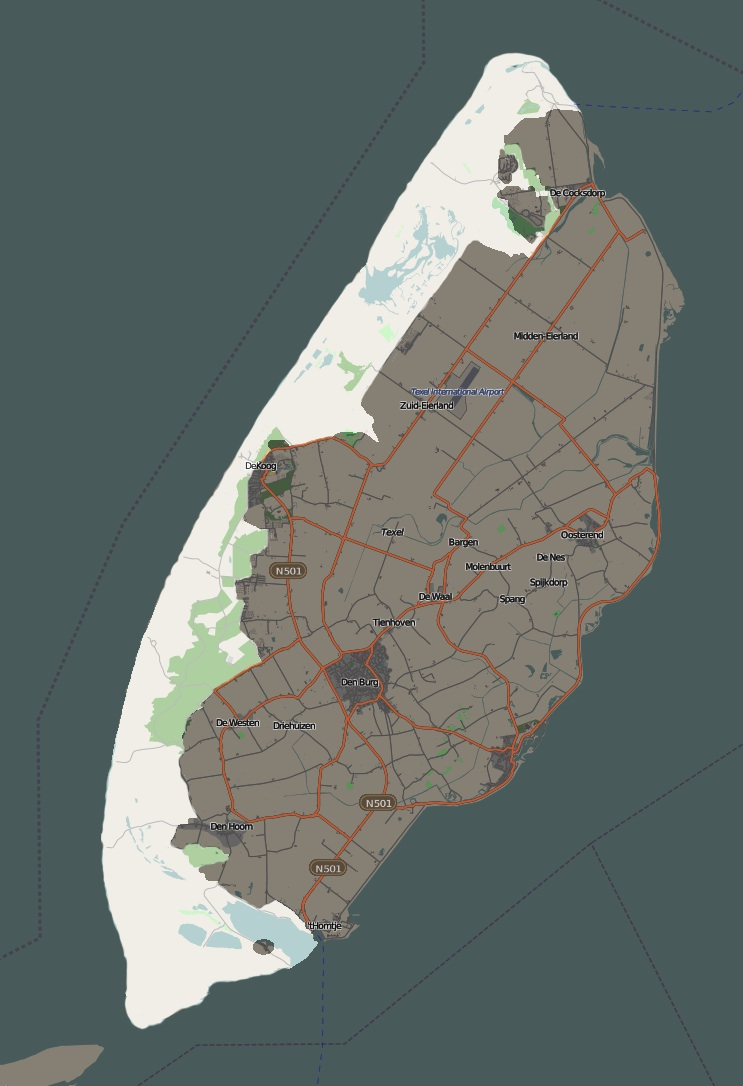

53°8′N 4°48′E / 53.133°N 4.800°E
泰瑟爾沙丘國家公園（荷蘭語：Duinen van Texel National Park）是荷蘭的國家公園，位於該國西北部北荷蘭省，處於泰瑟爾，成立於2002年，面積43平方公里，園內設有多條遠足徑。